# Alessandro Barbucci
Alessandro Barbucci, född 31 oktober 1973 i Genua, är en italiensk serieskapare. Han är känd som tecknare för Disney Italia och som medskapare av W.I.T.C.H., Monster Allergy och Sky Doll.
Han debuterade 1991 med serier för Disney Italia och producerade sig i Paperino och i Topolino. Senare medverkade han i serier med Stål-Kalle (i Sverige publicerade i serietidningen Stål-Kalle) och med skapelsen av W.I.T.C.H. i slutet av 2002.
Han är gift med kollegan Barbara Canepa. Tillsammans med henne skapade han Sky Doll för Éditions Soleil och Monster Allergy för Éditions Soleil/Disney Italia.
2010-2011 arbetade han för Glénat med Lord of burger.